# Goúves (Eubée)
Goúves, en grec moderne : Γούβες, est un village du dème d’Histiée-Edipsós, sur l'île d'Eubée, en Grèce. Il est situé à une altitude de 65 m et à une distance de 13 km d’Istiaía.
Selon le recensement de 2011, la population de Goúves compte 438 habitants.